# T-센트랄렌역
T-센트랄렌(스웨덴어: T-Centralen) 역은 스톡홀름 지하철의 세 노선이 모두 만나는 역이다. 스웨덴어 역명의 뜻은 지하철 중앙역이다. 스톡홀름의 도심에 위치해 있고, 다른 교통 수단과 접속되는 특성 때문에 스톡홀름에서 가장 이용객 수가 많은 역이다. 스톡홀름의 노르말름 지구에 있으며, 세르옐 광장과 바사가탄 가 사이에 있다.
평일 승차량은 약 20만 명이다. 바사가탄 가 건너편에 있는 스톡홀름 센트랄 역과 지하로 연결되어 있으며, 장거리 열차 및 스톡홀름 통근 열차와 환승이 가능하다. 장거리 버스 터미널 시티테르미날렌(Cityterminalen)과도 연결되어 있다.
1957년 11월 24일 개업 당시 역명은 센트랄렌(Centralen) 역이었으며, 1958년 1월 27일 도시 철도와 일반 철도가 혼동된다는 이유로 현재의 역명으로 개명되었다. 총 선로 수는 6개이며, 뢰다 및 그뢰나 선을 위한 섬식 승강장 2개와 블로 선을 위한 섬식 승강장이 각각 층에 있다. 이 둘은 긴 무빙 워크로 연결되어 있다.

## 뢰다, 그뢰나 선

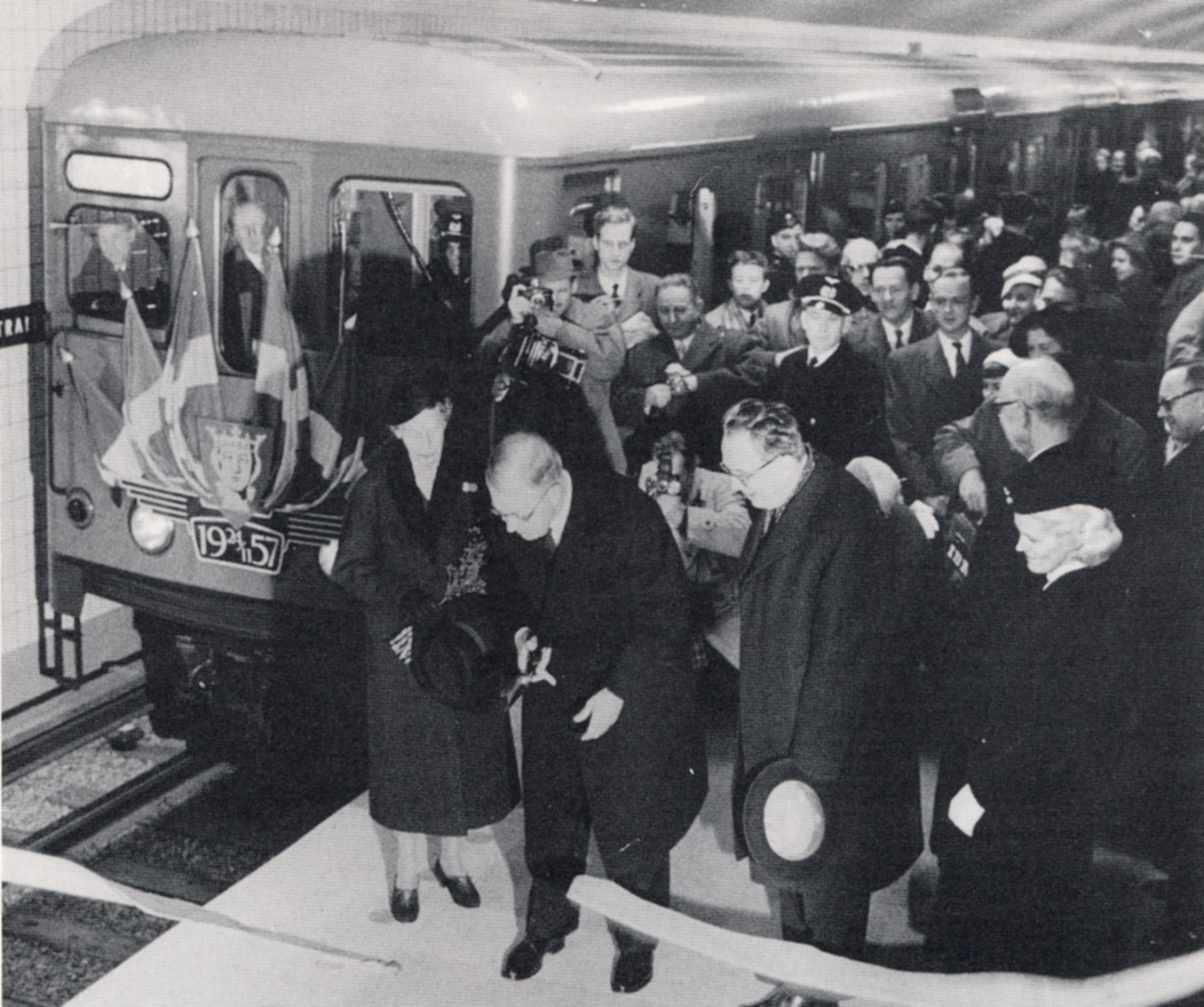
1957년 11월 24일 개통식

뢰다 및 그뢰나 선 상의 역은 클라라 교회 및 오렌스 시티 백화점 밑에 있다. 건설 당시 개착식 공법으로 지어졌으며, 클라라 교회 지하는 터널식으로 지어졌다. 각 층은 섬식 승강장으로 이루어져 있다. 위층은 지하 8.5m에 있으며, 북쪽으로 가는 그뢰나 선 및 남쪽으로 가는 뢰다 선 열차가 정차한다. 아래층은 지하 14m에 있으며, 남쪽으로 가는 그뢰나 선 및 북쪽으로 가는 뢰다 선 열차가 정차한다. 다음 역인 감라스탄 역에서는 뢰다 선 및 그뢰나 선의 같은 방향으로 가는 열차가 동일 승강장에 정차한다.
남서쪽에 있는 출입구(TCE S)는 바사가탄 방면이며, 스톡홀름 센트랄 역 지하에서 오는 출입구는 1958년 12월 1일에 개통되었다. 북동쪽에 있는 출입구(TCE N)는 드로트닝가탄 및 세르옐스 토리 방면이다. 마약 중독자 문제로 인하여 클라라 교회로 가는 통로와 출입문은 철문으로 폐쇄되어 있다.
승강장 구조는 다음과 같다.

### 지하 1층
| ↑ 회토리에트 |
| １２ \|      |
| 감라스탄 ↓   |

| 1 | 그뢰나 선 | 헤셀뷔 스트란드 방면     |
| 2 | 뢰다 선   | 프루엥엔·노르스보리 방면 |

### 지하 2층
| ↑ 외스테르말름스토리 |
| ３４ \|              |
| 감라스탄 ↓           |

| 3 | 뢰다 선   | 뫼르뷔 센트룸·롭스텐 방면                  |
| 4 | 그뢰나 선 | 파르스타 스트란드·학세트라·스카르프넥 방면 |

## 블로 선

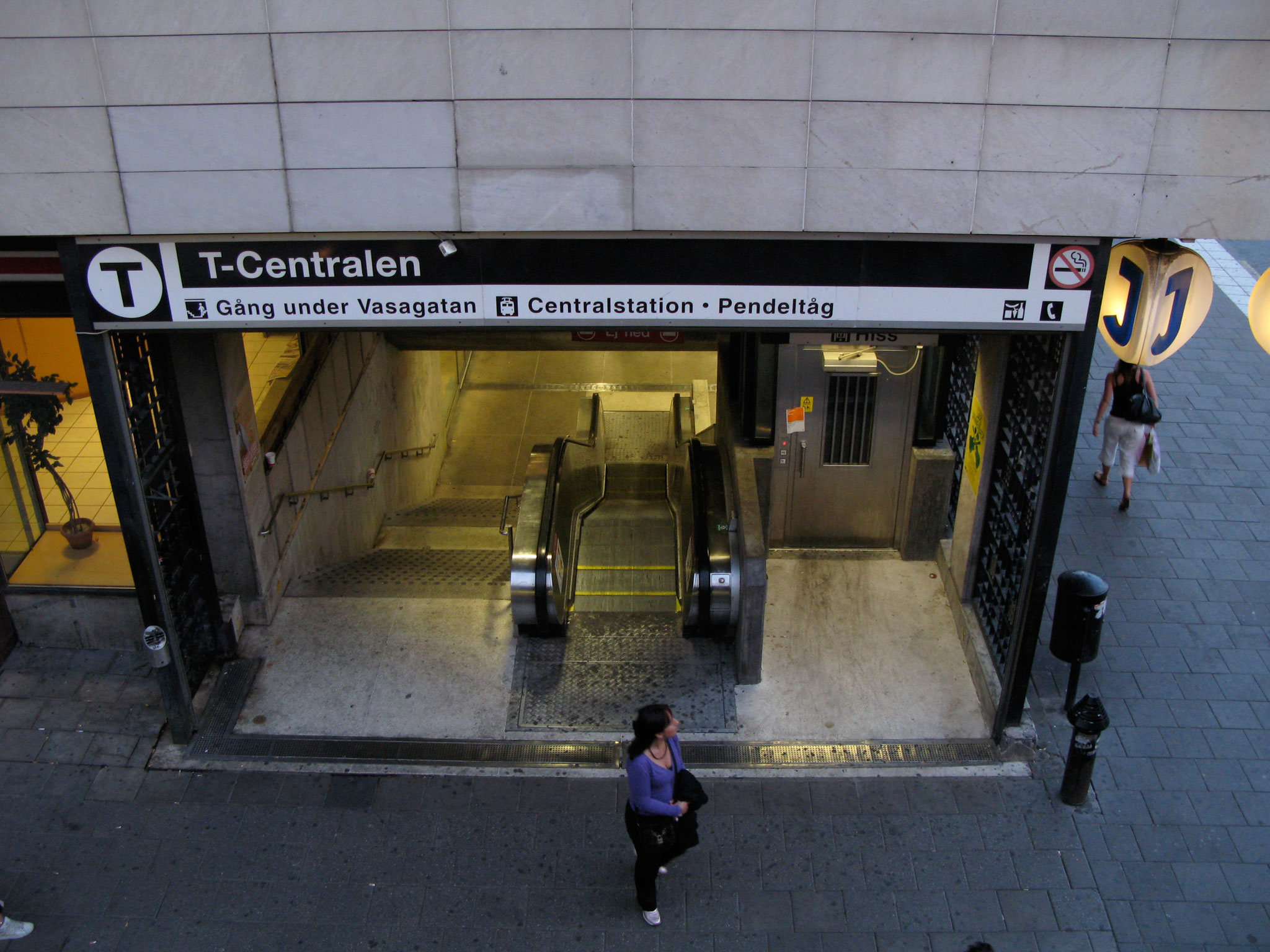
바사가탄 쪽 출입구

블로 선의 승강장은 뢰다 및 그뢰나 선 지하에 터널식으로 지어졌다. 오렌스 백화점 및 센트랄포스텐 우체국 밑에 위치해 있다. 블로 선의 종점 쿵스트레드고르덴에서 0.7km 떨어져 있으며, 1975년 8월 31일에 개업하였다. 블로 선의 T10 및 T11 운행 계통을 운행하는 열차가 정차한다. 지하 26-32m에 위치해 있다.
바사가탄 방면 출입구(TCE X)는 스톡홀름 센트랄 역에서 150m 북쪽에 위치해 있으며, 뢰다 및 그뢰나 선의 역과 공유하는 TCE N 출입구를 통하여 들어오면 에스컬레이터로 블로 선과 연결된다.
승강장 구조는 다음과 같다.
| ↑ 로드후셋         |
| ５６ \|            |
| 쿵스트레드고르덴 ↓ |

| 5 | 블로 선 | 아칼라 · 율스타 방면  |
| 6 | 블로 선 | 쿵스트레드고르덴 방면 |

## 디자인
여러 예술가들이 역 내부를 디자인하였다.

### 바사가탄 출입구
- 예르겐 포옐퀴스트, "Tur och retur", 1957, 1962, 1995년.

### 지하 1층
- 에곤 묄레르-닐센, "Soffor i stengöt", 1957년.
- 안데르스 외스테르린 및 시그네 페르손-멜린, "Klaravagnen"(145m 길이의 도자기 벽 장식), 1957년.
- 베른트 헬레베리, "Linje"(검은 배경에 엠보싱), 1957년.
- 시리 데르케르트, "Kvinnopelaren"(새김), 1957년.
- 베라 닐손, "Det Klara som trots allt inte försvinner"(돌 배경에 돌 및 유리 모자이크), 1957년.
- 에를란드 멜란톤 및 벵트 에덴팔크, "Väggdekor med glasprismor", 1958년.

### 지하 2층
- 오스카르 브란트베리, "Mönster i högbränt tegel", 1957년.
- 토르스텐 트루티게르, "Små reliefplattor på pelare", 1957년.

클라라 성당 쪽 통로에는 브리트-루이스 순델이 1964년에 설치한 작품이 있다.

### 지하 3층
- 페르 올로브 울트베트, 푸른 포도덩굴, 꽃, 실루엣
- 무빙 워크가 있는 곳의 터널은 여러 예술가의 작품이 설치되었다.
- 카를 프레데리크 루테르스베르드, "Take the A-train", 1973년.

## 참조
1. ↑  http://www.kynerd.com/Tunnelbanan/T_Centralen.html

## 인접한 역
| 뢰다 선                                        | 뢰다 선         | 뢰다 선                                                 |
| ---------------------------------------------- | --------------- | ------------------------------------------------------- |
| 외스테르말름스토리 뫼르뷔 센트룸 · 롭스텐 방면 | T13 · T14       | 감라스탄 프루엥엔 · 노르스보리 방면                     |
| 그뢰나 선                                      |                 |                                                         |
| 회토리에트 헤셀뷔 스트란드 방면                | T17 · T18 · T19 | 감라스탄 스카르프넥 · 파르스타 스트란드 · 학세트라 방면 |
| 블로 선                                        |                 |                                                         |
| 로드후셋 율스타 · 아칼라 방면                  | T10 · T11       | 쿵스트레드고르덴 쿵스트레드고르덴 방면                  |